# Addison County
Addison County är ett administrativt område i delstaten Vermont, USA. Addison är ett av fjorton countyn i delstaten och ligger i den västra delen av Vermont. År 2010 hade Addison County 36 821 invånare. Den administrativa huvudorten (county seat) är Middlebury. 

## Geografi
Enligt United States Census Bureau har countyt en total area på 2 093 km². 1 994 km² av den arean är land och 99 km² är vatten. 

### Angränsande countyn
- Chittenden County, Vermont - nord
- Washington County, Vermont - nordöst
- Orange County, Vermont - öst
- Windsor County, Vermont - sydöst
- Rutland County, Vermont - syd
- Washington County, New York - sydväst

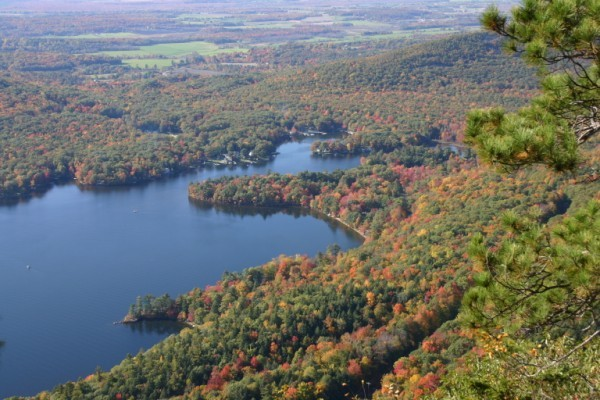
Norra delen av sjön Dunmore i Salisbury.

- Essex County, New York - väst